# Ozero Bezdonnoje
Ozero Bezdonnoje (ryska: Озеро Бездонное) är en sjö i Belarus.   Den ligger i voblasten Hrodna voblast, i den västra delen av landet, 200 km sydväst om huvudstaden Minsk. Ozero Bezdonnoje ligger 127 meter över havet. Arean är 0,18 kvadratkilometer. Den sträcker sig 0,5 kilometer i nord-sydlig riktning, och 0,6 kilometer i öst-västlig riktning.
Omgivningarna runt Ozero Bezdonnoje är en mosaik av jordbruksmark och naturlig växtlighet. Runt Ozero Bezdonnoje är det ganska glesbefolkat, med 43 invånare per kvadratkilometer.